# Knutange
Knutange [knytɑ̃ʒ] (deutsch zuletzt Kneuttingen, früher auch Knütingen und Knutange) ist eine französische Gemeinde mit 3206 Einwohnern (Stand 1. Januar 2022) im Département Moselle in der Region Grand Est (bis 2015 Lothringen). Sie gehört zum Arrondissement Thionville.

## Geographie
Das Dorf liegt in Lothringen an der Fensch, etwa zwölf Kilometer südwestlich von Thionville (deutsch Diedenhofen) auf einer Höhe zwischen 196 und 366 m über dem Meeresspiegel. Das Gemeindegebiet umfasst 2,44 km².
Wahrzeichen der Gemeinde ist die 260 Meter lange Eisenbahnbrücke über das Fenschtal (Viaduc de Knutange) an der Bahnlinie Lille-Thionville. Am 20. August 1899 war auf der Bahnstrecke Diedenhofen–Fentsch in Kneuttingen ein Haltepunkt für den Personen-, Gepäck- und Expressgutverkehr eröffnet worden.
Durch die Industriegeschichte und die damit zusammenhängende dichte Bebauung ist Knutange mit den Gemeinden Nilvange, Hayange, Algrange, Serémange-Erzange und Florange zusammengewachsen.

## Geschichte
Der Ort, der früher zum Bistum Metz im Heiligen Römischen Reich gehörte,  wurde erstmals 1193 als Cneutengis erwähnt und ist nach einem fränkischen Grundbesitzer namens Knuto benannt. Bei der Rückgabe des Herzogtums Lothringen im Friedensvertrag vom 21. Januar 1718 behielt das Königreich Frankreich das Dorf Kneutingen.
Nach dem  Frieden von Frankfurt vom 10. Mai 1871 kam Knütingen zusammen mit 19 weiteren Orten von Französisch-Lothringen durch Gebietsaustausch an Deutschland, wo es dem Kreis Diedenhofen-West im Bezirk Lothringen im Reichsland Elsaß-Lothringen zugeordnet wurde.

Totalansicht Fentscherhütte (Bildpostkarte um 1900)

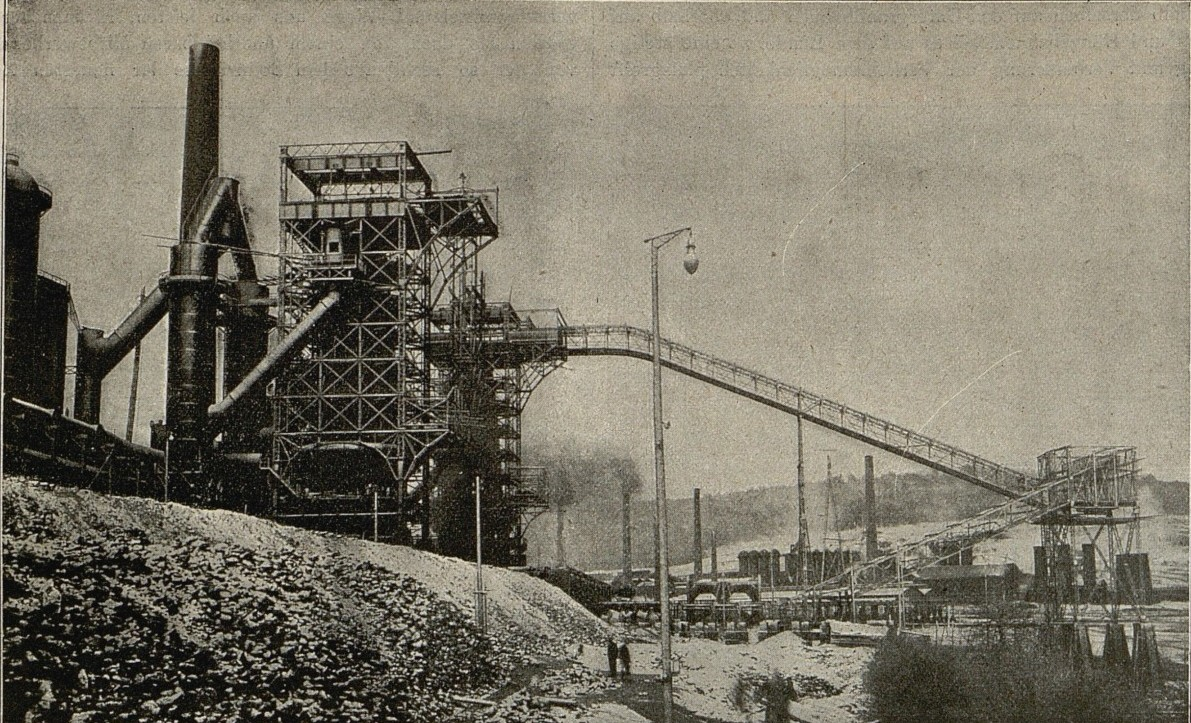
Begichtungs-Drahtseilbahnanlage der Fentscher Hütten-Actien-Gesellschaft zu Kneuttingen um 1902

Die Gemeinde hat eine lange Industriegeschichte. Das Hüttenwerk Kneuttingen („Fentscher Hütten-A.-G. Kneuttingen“) war von 1895 bis in die 1970er Jahre in Betrieb. Es verfügte über eine 145 m lange, von Adolf Bleichert & Co. erbaute Gichtseilbahn, die als Besonderheit zwei um 360° drehende Winkelstationen hatte, weil die Möllerplätze bzw. Erzrümpfe dicht neben den Hochöfen lagen. Am 6. Januar 1898 stürzte ein 21 m hoher Schornstein der Kühlungsanlage des Hochofens ein, wobei sechs Tote sowie drei Schwerverletzte zu beklagen waren. Im Geschäftsjahr 1904/05 erzielte die Hütte einen Betriebsüberschuss von 4.438.275 Mark (entspricht heute etwa 34.300.000 EUR).
Nach dem Ersten Weltkrieg musste die Region aufgrund der Bestimmungen des Versailler Vertrags an Frankreich abgetreten werden; während des Zweiten Weltkriegs war sie von der deutschen Wehrmacht besetzt.
Das Gemeindewappen nimmt oben Bezug auf die alten Herrschaften über Knutange: die Herzöge von Bar und die Herzöge von Luxemburg. Der flammende Berg unten symbolisiert die Metallurgiegeschichte.

### Demographie
| Jahr | Einwohner | Anmerkungen |
| ---- | --------- | --- |
| 1793 | 369       | [ 14 ] |
| 1821 | 408       | [ 14 ] |
| 1841 | 687       | [ 14 ] |
| 1861 | 893       | [ 3 ] [ 14 ] |
| 1871 | 937       | auf einer Fläche von 242 ha, in 184 Häusern mit 233 Familien, darunter zwei Juden; nach anderen Angaben 940 Einwohner |
| 1880 | 1006      | am 1. Dezember, auf einer Fläche von 242 ha, in 184 Häusern, davon 996 Katholiken und neun Protestanten               |
| 1885 | 1193      | [ 17 ] [ 18 ] |
| 1890 | 1200      | in 193 Häusern mit 294 Haushaltungen, davon 1192 Katholiken und acht Protestanten                                     |
| 1900 | 3445      | meist katholische Einwohner                                                                                           |
| 1905 | 4892      | [ 17 ] |
| 1910 | 5612      | am 1. Dezember |

| Jahr      | 1962 | 1968 | 1975 | 1982 | 1990 | 1999 | 2012 | 2019 |
| Einwohner | 5767 | 4433 | 4104 | 3649 | 3772 | 3632 | 3239 | 3192 |

## Sehenswürdigkeiten

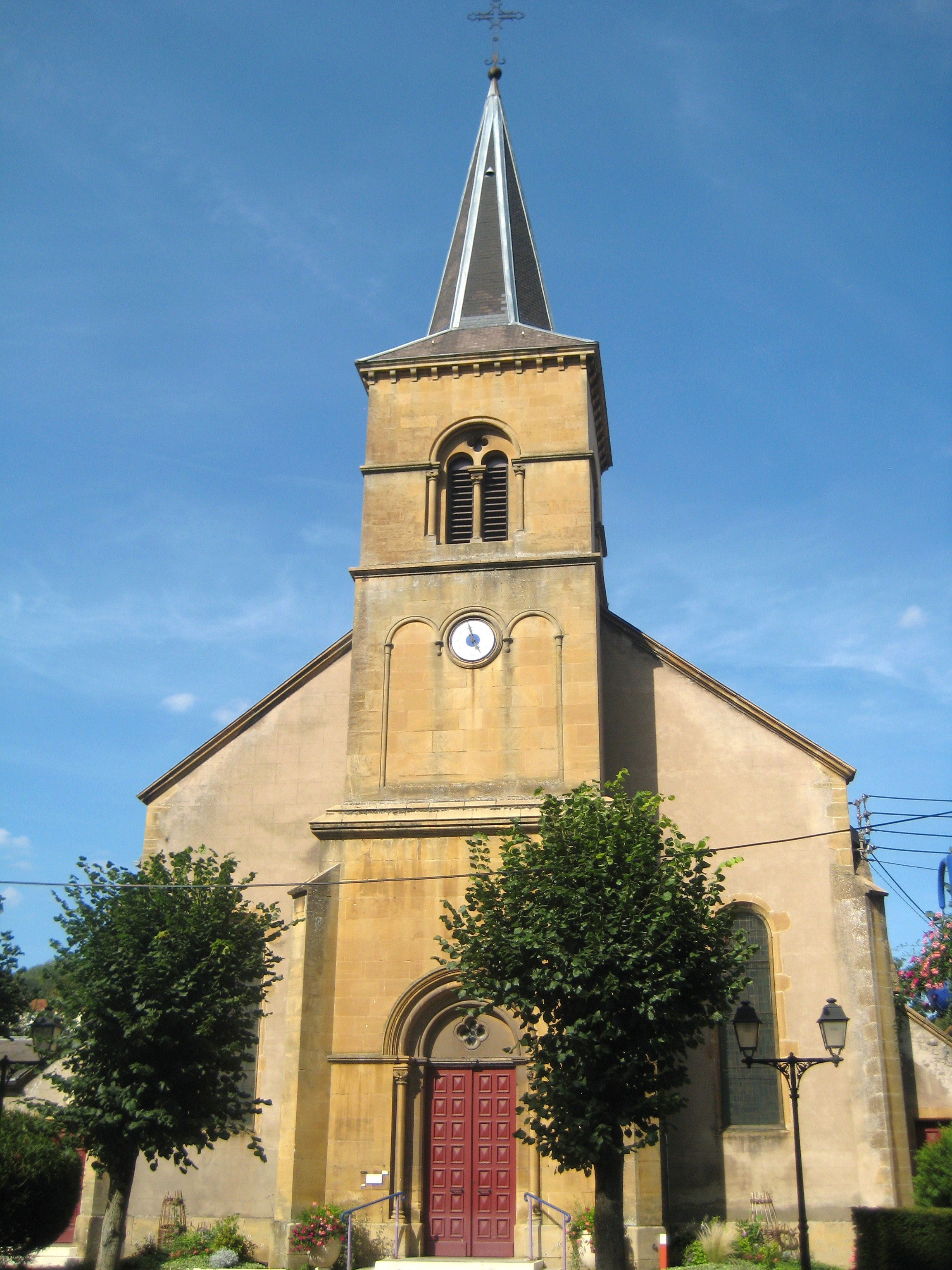
Kirche Saint-Charles

- Kirche Saint-Charles